# Montagoudin
Montagoudin (auf Gaskognisch Mont Agaudin) ist eine französische Gemeinde mit 171 Einwohnern (Stand 1. Januar 2022) im Département Gironde in der Region Nouvelle-Aquitaine. Sie gehört zum Kanton Le Réolais et Les Bastides und zum Arrondissement Langon. 
Nachbargemeinden sind Saint-Hilaire-de-la-Noaille im Norden, Mongauzy im Osten, Bourdelles im Süden und La Réole im Westen.

## Bevölkerungsentwicklung
| Jahr      | 1962 | 1968 | 1975 | 1982 | 1990 | 1999 | 2007 | 2017 |
| --------- | ---- | ---- | ---- | ---- | ---- | ---- | ---- | ---- |
| Einwohner | 167  | 151  | 141  | 151  | 160  | 145  | 162  | 181  |

## Sehenswürdigkeiten

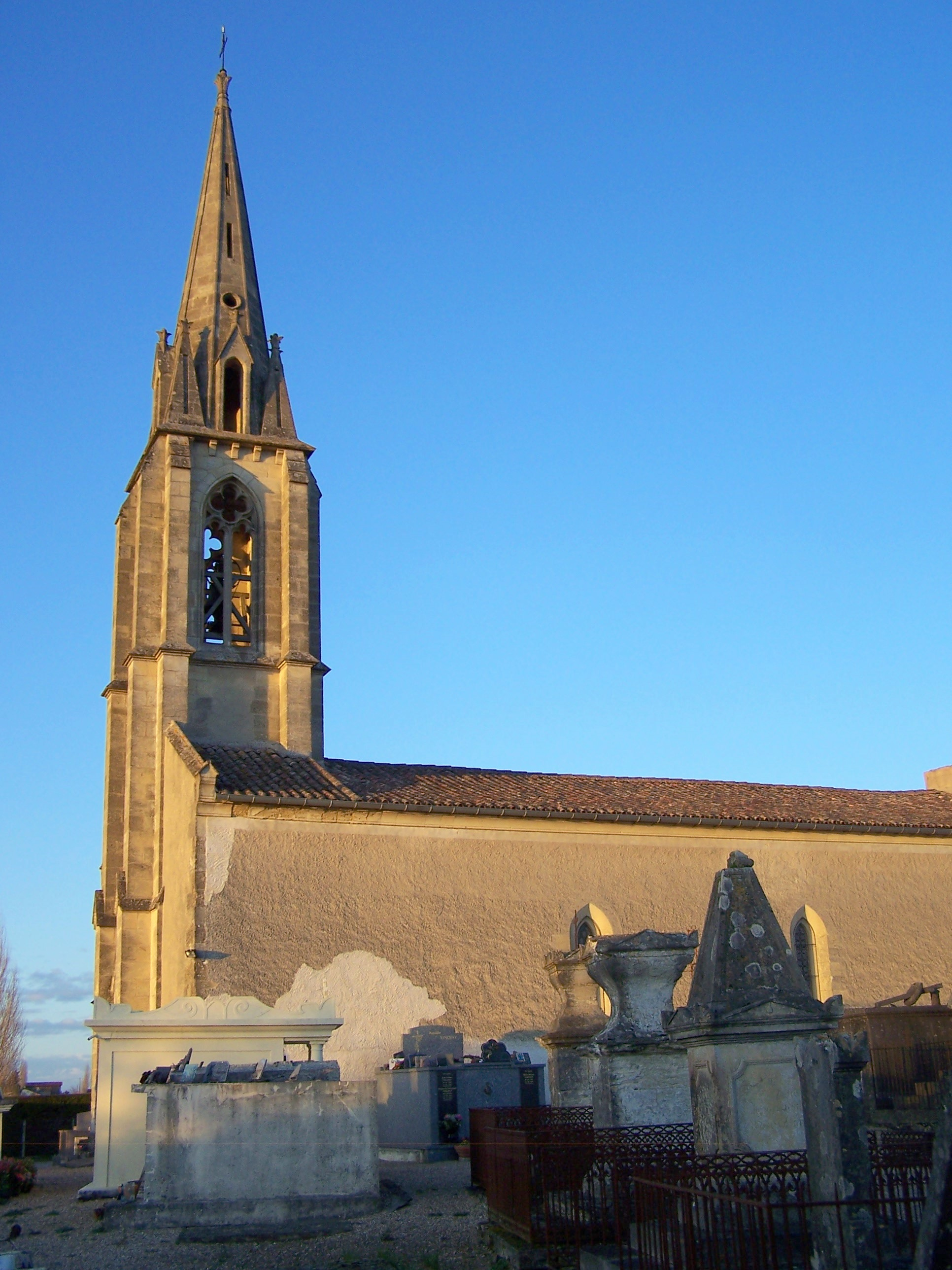
Kirche Saint-Saturnin

- Kirche Saint-Saturnin